# Lose Control
Lose Control – piosenka amerykańskiej raperki Missy Elliott. Wykonuje ją razem z Ciara i Fatman Scoop. Ta piosenka jako pierwsza promuje płytę The Cookbook.

## LIsty Przebojów
| Chart (2005 r.)                                 | pozycja |
| ----------------------------------------------- | ------- |
| U.S. Billboard Hot 100                          | 3       |
| U.S. Billboard Hot R&B/Hip-Hop Singles & Tracks | 6       |
| U.S. Billboard Hot Rap Tracks                   | 3       |
| U.S. Billboard Pop 100                          | 2       |
| New Zealand Singles Chart                       | 2       |
| China Singles Chart                             | 4       |
| Denmark Singles Chart                           | 6       |
| EuroChart Hot 100 Singles                       | 6       |
| Finland Top 20 Singles                          | 7       |
| ARIA Top 50                                     | 7       |
| Official UK Singles Chart                       | 7       |
| Ireland Singles Chart                           | 16      |
| Europe Official Top 100                         | 17      |
| Italy Singles Chart                             | 17      |
| Netherlands Singles Chart                       | 24      |
| German Singles Chart                            | 25      |